# クラインバーン
クラインバーン (Kleinbahn) は、オーストリアの鉄道模型メーカーである。

## 概要
1946年にエーリヒ・クライン (Erich Klein) によって創業された玩具メーカーに端を発する。直流二線式のHOゲージ鉄道模型を生産するほか、ウィーン市内に直営小売店舗を構えている。1984年には創業者の親族がクラインモデルバーンを設立し分離、独立した。
HOゲージ鉄道模型はオーストリア国内の車両に特化しており、同業他社と比べ安価に提供されている。1955年以来、同社の製品はウィーン市内に所在する同社直営の小売店舗のみで販売されている。そのため入手するには直接店舗へ出向くか、通信販売を利用する。

## 歴史
1946年、ウィーンのヴェーリンガー・ギュルテル (Währinger Gürtel) に木製玩具メーカーとして創業。当初は船や航空機の木製玩具を生産していたが、1947年に鉄道模型に参入した。
1952年、社名をクライン兄弟社 (Gebrüder Klein OHG) に改めた。1955年、リージング区のアッツガースドルフ (Atzgersdorf) での生産が開始された。鉄道模型製品はオーストリア国内向けに特化し、主にオーストリア国鉄の車両が選ばれた。オーストリアにおいて、『クラインバーン』の名前はHOゲージ鉄道模型を指す一般名詞として広まった。
1979年、クライン兄弟社は解体され、1984年には2つに会社が分裂した。
- エーリヒ・クラインによるクラインバーン
安価な鉄道模型を継続する。会社はエーリヒの娘に継がせる。
- オスカー・クライン (シニア)  (Oskar Klein (Sr) ) によるクラインモデルバーン
ヨーロッパ中の車両を生産し、細密化させて高価格設定で提供する。会社はオスカー (シニア) の息子のオスカー・クラインに継がせる。2008年に財政上の問題が発生し[1]、2010年末に廃業した。

2010年2月、オーストリア・ポストによって、クラインバーン1958年-1959年版カタログ表紙の図柄の一部を使用した0.55ユーロ切手が発行された。

## 製品
直流二線式のHOゲージで、機関車、貨車、客車、電車などを生産している。HOスケールは1/87スケールであるが、同社において車体の長い客車は、長さ方向のみ1/100スケールに短縮したショーティーモデルとしている。また、実物が26.4mである車両は1/113スケールとなっている。
製品はシンプルながら堅牢な設計で生産されている。年少者や初心者向けセットでは、概ね100ユーロを下回る価格で提供している。
車両はオーストリア国鉄（OBB）とスイス国鉄 （SBB・CFF・FFS）が中心。車両以外には駅舎・ホームなどのストラクチャーやミニカー・鉄橋などのアクセサリー類も生産している。有名なコレクターズアイテムとしては、1950年代-1960年代に生産されていた
オーストリア国鉄ブラウアー・ブリッツ号（Blauer Blitz）や、オーストリア国鉄12形蒸気機関車、チェコ・スロバキア国鉄E499.0形電気機関車がある。
線路は、プラスチック製枕木を持つ「道床なし」・「組み立て式」線路が展開されている。直線は200mm長を基準としている。曲線は直径768mmと873mmの2種で、複線を組むことが出来る。
電源装置は230V入力、14V出力。電気機関車や電車などの架空電車線方式の車両向けに架線集電システムも展開されている。なお、一般の直流2線式HOゲージの線路を走ることは出来るもののレールの極性が左右逆（左側プラス前進）となっており、特に他社製品と混用する場合は取扱い、とりわけ正面衝突などに注意する必要がある。

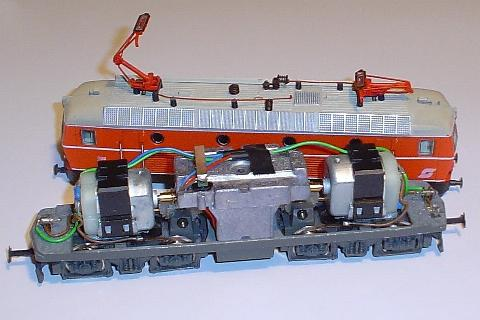
シャーシからボディを外したところ
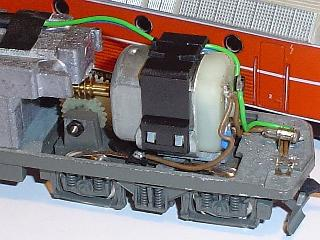
直流モーター（マブチモーター製）
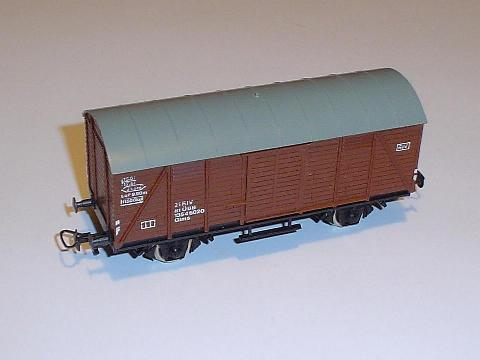
貨車
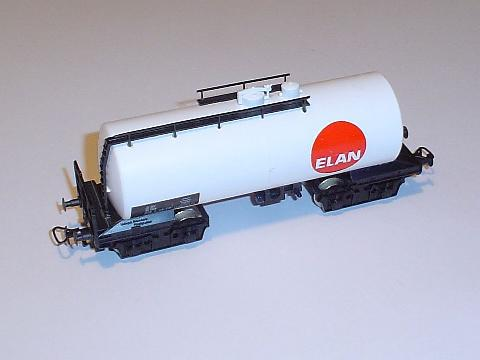
タンク車